# Чтения в Обществе любителей духовного просвещения
Чте́ния в (Моско́вском) О́бществе люби́телей духо́вного просвеще́ния (рус. дореф. Чтенія въ Московскомъ Обществѣ любителей духовнаго просвѣщенія) — журнал, издававшийся в Москве Обществом любителей духовного просвещения с 1863 по 1894, с 1910 по 1917 года. Редакторы журнала — священники Иоанн Соловьёв (1892—1894), затем, Иоанн Мансветов. Количество номеров в год в начале было неопределенное. В 1863, 1865 и 1867 годах — по одной книжке в год; в 1868 году — две книжки; затем по 4 книжки в год, это в 1869 и 1870 годах; начиная с 1871 года журнал издавался ежемесячно (12 номеров в год). Издание прекращалось в периоды с 1895 по 1909 года, в январе и феврале 1914 года.

## Указатели статей
- Н.Д. Извеков Указатель статей, содержащихся в журнале "Чтения в Обществе любителей духовного просвещения" с 1880 - 1894 и 1910 - 1912 гг. - Москва, 1913 г. - С. 60
- Указатель статей, содержащихся в журнале "Чтений в Обществе любителей духовного просвещения" За 17 лет с 1863 по 1880 год - Москва, 1880 г. - С. 60